# Neobisium maroccanum
Neobisium maroccanum är en spindeldjursart som först beskrevs av Beier 1930.  Neobisium maroccanum ingår i släktet Neobisium och familjen helplåtklokrypare. Inga underarter finns listade i Catalogue of Life.